# Divize C 1971/1972
V soubojích 7. ročníku České divize C 1971/72 se utkalo 14 týmů dvoukolovým systémem podzim–jaro. Tento ročník začal v srpnu 1971 a skončil v červnu 1972.

## Nové týmy v sezoně 1971/72
Z 2. ligy – sk. A 1970/71 sestoupilo do Divize C mužstvo TJ Transporta Chrudim. Z krajských přeborů ročníku 1970/71 postoupila vítězná mužstva TJ Kolora Semily z Východočeského krajského přeboru, TJ Spartak Pelhřimov z Jihočeského krajského přeboru, TJ Jawa Metaz Týnec nad Sázavou z Středočeského krajského přeboru a TJ Slavoj Braník z Pražského přeboru. Také sem byla přeřazena mužstva TJ Tatra Smíchov a TJ SK Modřany z Divize B.

## Výsledná tabulka
Zdroj: 
| Poř. | Tým                             | Z  | V  | R | P  | VG | OG | B  |
| ---- | ------------------------------- | -- | -- | - | -- | -- | -- | -- |
| 1.   | TJ Tatra Smíchov                | 26 | 18 | 3 | 5  | 49 | 19 | 39 |
| 2.   | ABC Braník                      | 26 | 13 | 4 | 9  | 44 | 39 | 30 |
| 2.   | VTJ Dukla Jičín                 | 26 | 13 | 3 | 10 | 44 | 33 | 29 |
| 4.   | TJ Spartak Pelhřimov            | 26 | 11 | 6 | 9  | 40 | 31 | 28 |
| 5.   | TJ Jawa Metaz Týnec nad Sázavou | 26 | 13 | 2 | 11 | 43 | 36 | 28 |
| 6.   | TJ SK Modřany                   | 26 | 10 | 7 | 9  | 39 | 31 | 27 |
| 7.   | TJ Slavoj Vyšehrad              | 26 | 10 | 6 | 10 | 41 | 38 | 26 |
| 8.   | TJ Spartak Hradec Králové "B"   | 26 | 9  | 8 | 9  | 38 | 36 | 26 |
| 9.   | TJ Kolora Semily                | 26 | 11 | 4 | 11 | 38 | 40 | 26 |
| 10.  | TJ Lokomotiva Nymburk           | 26 | 11 | 3 | 12 | 37 | 38 | 25 |
| 11.  | TJ Transporta Chrudim           | 26 | 10 | 5 | 11 | 35 | 40 | 25 |
| 12.  | TJ Lokomotiva Pardubice         | 26 | 9  | 5 | 12 | 47 | 54 | 23 |
| 13.  | TJ Spartak Pečky                | 26 | 5  | 8 | 13 | 26 | 61 | 18 |
| 14.  | SK Sparta Kutná Hora            | 26 | 5  | 4 | 17 | 31 | 56 | 14 |

Poznámky:
- Z = Odehrané zápasy; V = Vítězství; R = Remízy; P = Prohry; VG = Vstřelené góly; OG = Obdržené góly; B = Body

|  | Postup do 3. ligy – sk. A 1972/73                |
|  | Sestup do příslušného oblastního přeboru 1972/73 |